# Lars Vågberg
Lars Magnus Vågberg (* 30. Juni 1967 in Sollefteå, Schweden) ist ein norwegischer Curler und Olympiasieger.

## Leben
Vågberg spielte anfangs noch für sein Geburtsland Schweden und nahm 1990 und 1994 an den Europameisterschaften teil. Dabei gewann er die Gold- und Silbermedaille. 1992 nahm er auch an der Weltmeisterschaft teil und belegte den siebten Platz.
Ab 1997 spielte er dann für Norwegen. 
An den Weltmeisterschaften von 1997, 1999, 2000, 2004 und 2005 nahm Vågberg teil, ging aber leer aus. An der Weltmeisterschaft 2001 in Lausanne gewann er die Bronzemedaille. Ein Jahr später, bei den Olympischen Winterspielen 2002 in Salt Lake City, schlug die norwegische Mannschaft im Finale die favorisierten Kanadier mit Skip Kevin Martin und Vågberg wurde Olympiasieger.
Es folgten ein zweiter Platz an der WM 2002 in Bismarck, ein dritter Platz an der WM 2003 in Winnipeg und ein dritter Platz an der Europameisterschaft 2004 in Sofia. An der EM 2005 in Garmisch-Partenkirchen bezwangen die Norweger im Finale die schwedische Mannschaft mit Skip Peter Lindholm und Vågberg wurde Europameister.
2006 nahm Vågberg an den Olympischen Winterspielen in Turin teil. Die Mannschaft belegte den fünften Platz.
Vågberg ist der Schwager von Curling-Olympiasieger Pål Trulsen.